# Canalizzazioni aerauliche

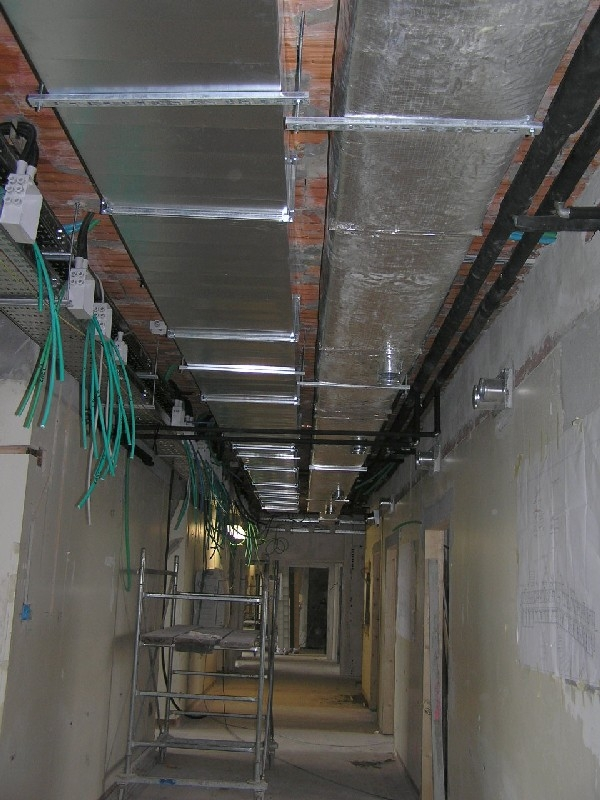
Canalizzazioni aerauliche installate a soffitto durante la ristrutturazione di un reparto ospedaliero.

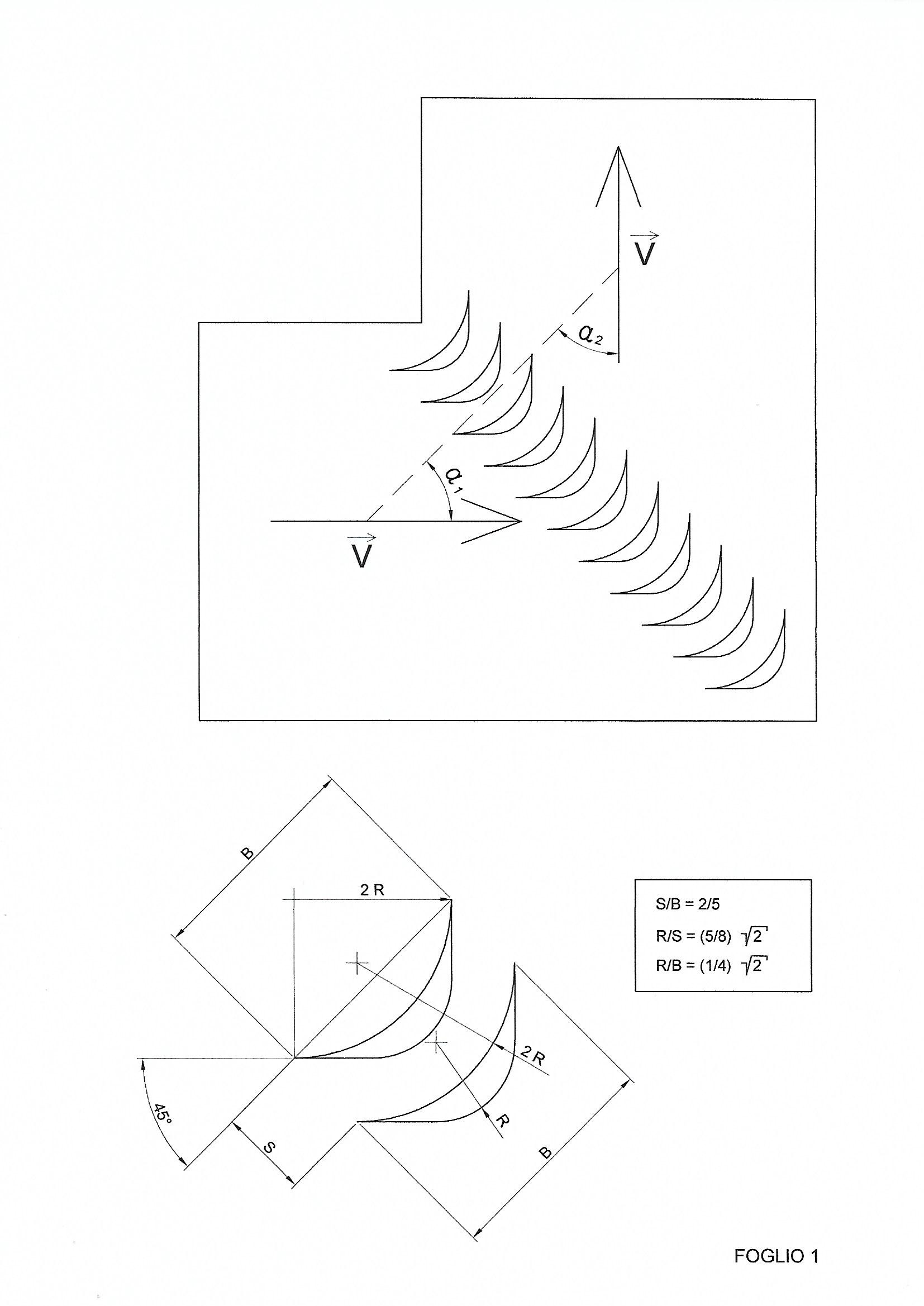
Dimensionamento deflettori 1

Le canalizzazioni aerauliche (o canali dell'aria) sono la parte degli impianti di ventilazione, climatizzazione e condizionamento deputate al trasporto e alla distribuzione dell'aria. In genere negli impianti di ventilazione sono adoperati per riscaldare, raffreddare, ventilare, deumidificare o igienizzare un qualunque ambiente, sia civile che industriale. Negli impianti di climatizzazione e di condizionamento l'aria trasportata, e preventivamente trattata, è utilizzata anche come fluido termovettore. 
Oggi, se teniamo conto dei vari tipi di materiali presenti sul mercato per la costruzione di canali rettangolari, ottagonali o tondi, distingueremo tre tipologie di canale più utilizzate:

## Canali in lamiera zincata
Fra i canali più diffusi si trovano quelli in lamiera zincata. Varie tipologie di pezzi speciali permettono le transizioni tra le varie forme. Una derivazione a due vie, per esempio, permette di dividere il flusso di aria in due diramazioni diverse. Molte forme prodotte in fabbrica sono disponibili, ma la lamiera zincata può essere facilmente tagliata e modellata per creare ulteriori sagome quando necessario. I canali in lamiera sono normalmente rivestiti con materassini di lana di vetro o di gomma sia per ridurre le perdite di calore che per ridurre i fenomeni di condensazione del vapore d'acqua presente nell'aria sulla superficie esterna del canale quando viene trasportata aria fredda. Il loro comportamento ai fini antincendio è riconosciuto come idoneo nel normale uso anche per strutture ricadenti in categorie con normazione specifica. 

## Canali in alluminio pre-isolato
Oggi, come alternativa ai canali in lamiera zincata isolata, viene utilizzato sempre più spesso il canale pre-isolato, costruito utilizzando pannelli sandwich in poliuretano espanso. Questo perché i canali e i suoi pezzi speciali possono essere prodotti molto facilmente sia in fabbrica che in cantiere oltre al fatto che non è più necessario prima costruire il canale e poi isolarlo. Fra i vari tipi di pannelli in poliuretano rigido reperibili oggi sul mercato, spicca tra le caratteristiche più importanti di questi la grande leggerezza del manufatto. Il peso ridotto, stimato all'incirca otto volte meno, rispetto ad un sistema tradizionale permette di ottenere notevoli vantaggi in termini di rispetto delle normative legate alla sicurezza sul lavoro e all'antisismicità delle strutture moderne. I produttori di maggiore spicco sono in grado oggi di offrire al mercato pannelli in grado di sopportare pressioni di esercizio pari a 2000 Pa in classe di tenuta ad alta efficienza (Classe C). In questi particolari pannelli, la schiuma di poliuretano è espansa utilizzando solo ingredienti approvati dai protocolli internazionali quali Montréal e Kyoto e quindi senza l'utilizzo di gas serra quali i CFC, HCFC, HFC e degli idrocarburi HC. I pannelli di poliuretano sono rivestiti di alluminio su entrambi i lati, con uno spessore che può variare dai 80 micron per canali da installare internamente agli edifici ai 500 micron per i canali esposti alle intemperie, in modo da garantire le caratteristiche meccaniche del canale. La costruzione del canale incomincia con il plottaggio dei singoli componenti sul pannello. I pezzi sono poi tagliati dal pannello (utilizzando dei pialletti anatomici a 45 gradi), piegati se necessario in modo da ottenere i diversi pezzi speciali ed infine uniti seguendo un processo di incollaggio, pressatura e nastratura. Una volta ottenuti i vari pezzi del sistema aeraulico si possono facilmente unire utilizzando speciali flange. L'installazione di questo tipo di condotte è oggi permesso in tutti gli edifici che fanno riferimento alle classi europee di prevenzione incendi (oltre al DM 31 Marzo 2003 se parliamo di Italia). Sono inoltre disponibili anche tecnologie in grado di rendere questi sistemi "auto-sanificanti" grazie al drogaggio dell'alluminio utilizzato per i lati interni del manufatto con ioni di argento in zeolite. Tecnologia che vuole fornire un sostanziale aiuto nella prevenzione della SBS (Sick Building Syndrome), nonché nell'importante risparmio economico dei complessi processi di manutenzione.  

## Tubo flessibile

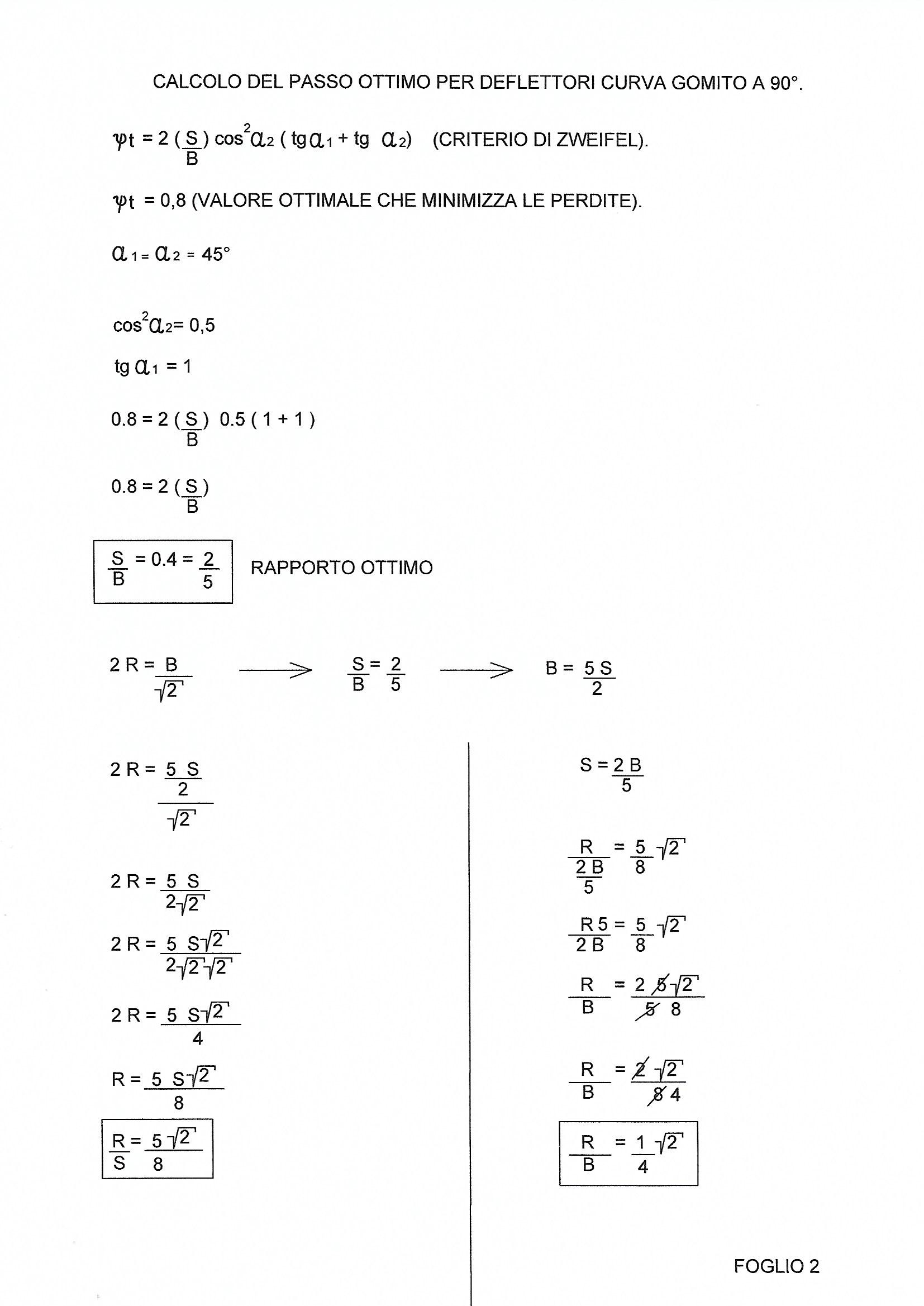
Dimensionamento deflettori 2

I tubi flessibili possono avere varie conformazioni, anche se per l'utilizzo in impianti aeraulici, per le normali applicazioni viene utilizzato un rivestimento in plastica sostenuto da un'anima di filamento metallico avvolto in modo da ottenere un canale circolare. Spesso viene applicato attorno anche uno strato isolante di lana di roccia con un ulteriore strato plastico per proteggere l'isolante da possibili fenomeni di condensa. I canali flessibili sono molto comodi per unire le bocchette ai canali rigidi principali. Le perdite di carico di questo tipo di canale sono maggiori delle precedenti due tipologie. Per questo motivo i progettisti tendono a ridurre il più possibile i tratti con questo tipo di canale, limitando anche le curve.

## Componenti di un Canale Aria
A parte il canale, un sistema aeraulico completo contiene molti altri componenti.

### Giunto antivibrante
Un impianto di canali aeraulici inizia dall'Unità Trattamento Aria (UTA). Visto che le UTA creano evidenti vibrazioni che si propagherebbero lungo tutti i canali arrivando agli occupanti dell'edificio, si inseriscono i giunti antivibranti sul canale, tra la UTA e l'inizio dell'impianto aeraulico. Giunti antivibranti che sono composti da una specie di telo gommato che unisce i due tronchi di canali senza trasmettere le vibrazioni.

### Stacchi
Dal canale principale che parte dalla UTA, si diramano altri canali secondari portando l'aria alle varie uscite, griglie e diffusori nelle varie zone dell'edificio. Quando un impianto è fatto in questo modo, i pezzi speciali chiamati Stacchi permettono di prelevare dal canale principale quella parte di flusso d'aria che deve andare nei canali secondari. Gli stacchi possono essere di vario genere e con forme diverse, dal rotondo al rettangolare.

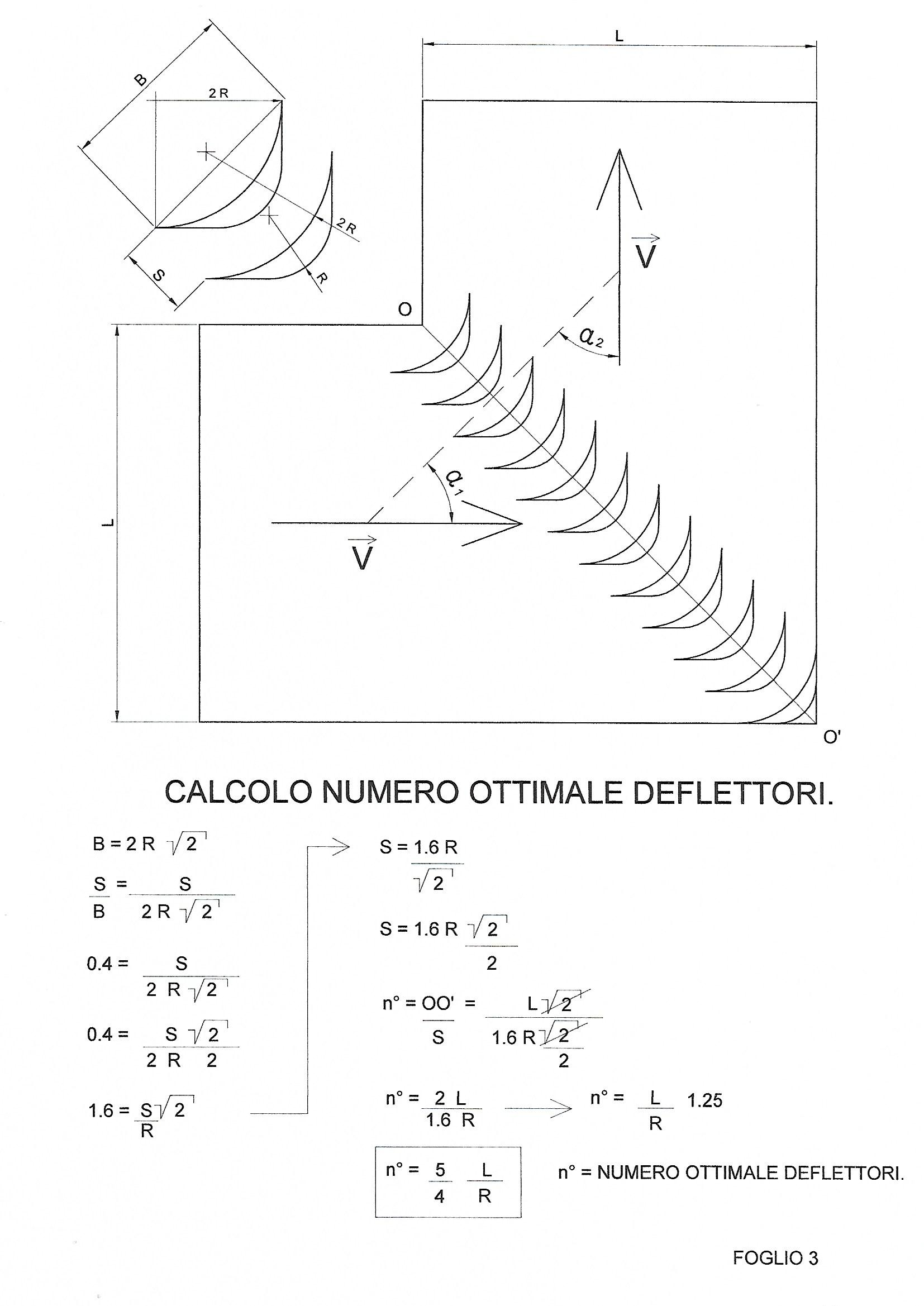
Dimensionamento deflettori 3

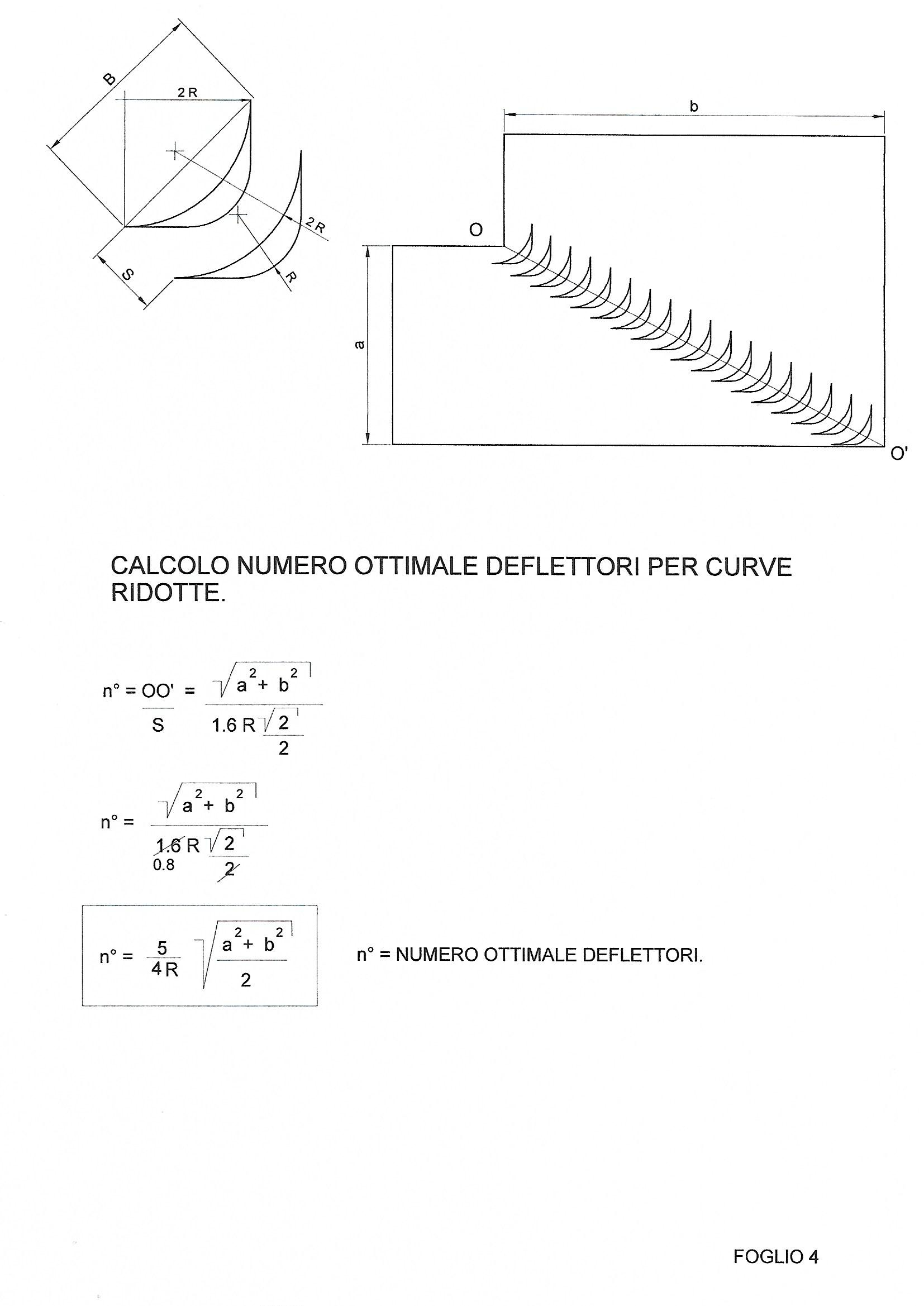
DIMENSIONAMENTO DEFLETTORI 4.

### Serrande
Gli impianti aeraulici devono spesso avere a disposizione dei sistemi di regolazione che permettano di regolare i volumi di aria nei vari canali. Le serrande, che possono essere sia manuali che motorizzate, rendono questa operazione possibile.

### Terminali
I terminali sono le uscite dei canali di mandata o le entrate dei canali di ritorno od estrazione. Per le mandate, i diffusori sono tra i più utilizzati, anche se le griglie sono molto diffuse nei piccoli impianti.